# 寒川鼠骨
寒川 鼠骨（さむかわ そこつ、1875年（明治8年）11月3日 - 1954年（昭和29年）8月18日）は、正岡子規門下の俳人。病床の子規に侍り、遺族を見守り、遺墨・遺構の保存に尽くした。

## 生涯
元伊予松山藩士寒川朝陽（ともあき）と八重（旧姓水野）との三男として、現・松山市三番町に生まれた。本名陽光（あきみつ）。号の鼠骨は粗忽に通じるという。1888年、番町小学校から県立松山中学校に入った。1893年（明治26年）（18歳）、三高の前身京都第三高等中学校へ進み、河東碧梧桐・高浜虚子と同じ下宿に住んだ。碧梧桐が二つ、虚子が一つ年上である。3人して郷土松山の先輩正岡子規を敬い慕い、日本新聞の俳句欄へ投稿し、選者の子規の選を受けた。
三高を1895年中退し、京都日の出新聞の記者になった。子規を慕って上京したり大阪朝日新聞に勤めたりしたが、1898年、陸羯南社長の了承と、子規の勧めで日本新聞記者になった。その時の『最も少ない報酬で最も多く最も真面目に働くのがエライ人なんだ』という子規の教えを座右の銘とした。
1899年、田中正造を取材で知り、彼の足尾鉱毒事件への取り組みを紙面から支援した。子規庵に出入りした。単行本『日記文』を刊行した。
1900年（明治33年）（25歳）、日本新聞の社説が第2次山県内閣への官吏誣告罪に問われ、雑誌の署名人だったために、15日間収監された。その体験記『新囚人』を翌年出版した。
1902年9月、子規の臨終を看取り、その葬儀の執行にも参画した。翌年から俳句の入門書を多く出版した。日本新聞を退いた。
1913年、山谷虎三の弟徳治郎の週刊紙『医海時報』の編集者になった。1914年、政教社の客員となり、『日本及日本人』誌を編集した。日本新聞の俳句選者にもなった。かたわら、1918年頃から『日本園芸会』の会誌の編集もした。
1918年（大正7年）（43歳）、柴田宵曲を門弟とした。この年ホトトギス社が始めた宝井其角の五元集の輪講会の座長となり、下谷区上根岸38（現・台東区根岸）の自宅を主会場にした。柴田に筆記・編集させ、『其角研究』の名でホトトギスに連載した。1921年に終わった。
1920年から1922年にかけ、永井潜・石川千代松・宮入慶之助・宇野哲人・河口慧海らが書き寄った『長生不老研究録』の、校正・発行事務を受け持った。
1924年（大正13年）（49歳）、子規の命日の毎月19日に『子規庵歌会』を催すことに定め、その記事を『日本及日本人』誌に載せた。
前々からの子規庵を保存し、子規の遺業を伝える案件が、1923年の関東大震災後に具体化し、敷地買収や庵の修改築作業が、1926年に漸く終わり翌年落成した。その資金に『子規全集』15巻をアルスから出版した。碧梧桐・虚子・香取秀真が編集委員となっているが、実務は鼠骨と宵曲とによった。
1928年（昭和3年）、子規庵の隣に移り住んだ。1929年、ここ5年間の子規庵歌会の歌を整理し、歌集『わか艸』を編んだ。
1930年、蕨真一郎の弟直治郎とともに、子規庵歌会の機関誌として『阿迦雲』を創刊した。太平洋戦争（大東亜戦争）中も歌会を続けた。
1945年（昭和20年）（70歳）、4月の空襲に自宅も子規庵も焼かれたが、鼠骨が提案し設計して建てた土蔵に保管した子規の遺品・稿本類は守られた。10月には歌会を再開した。罹災した政教社の今後を議する事もあった。1946年9月焼跡に仮宅が建つまで、斜め向かいの書道博物館に仮寓して、毎暁土蔵を盗難から守った。
1947年、子規庵を再建する資金に、『子規選集　全6巻』を編み、その出版を1949年春に、再建を1950年に了えた。そこに住み、9月19日の子規の祥月命日の子規忌、その母・妹の回忌の法要を、続けた。参会者が減り間隔が開いたけれども、子規庵歌会を続けた。
生来虚弱で、直腸狭窄、腎盂炎、蛋白尿、神経痛を病んでいた。1951年から歩行困難となり、子規の行事には臥床のまま参加するようになった。
1954年（昭和29年）、9月の子規忌を気にしながら、8月18日、肺炎のために没した。鼠骨庵法身無相居士。墓所は葛飾区見性寺である。
自分の句集は編まなかった。戦時中に休刊し1953年に復活した『阿迦雲』は、1955年に終わった。

## 文業

### おもな単行本
→ 印の後は、改版・復刻など。
- 『日記文』内外出版協会（1903）
- 『入獄実記 新囚人』ほととぎす発行所（1901）→ 『明治文学全集57、筑摩書房（1975）』に収録
- 『断霞録』新声社（1901）
- 『俳文作法指南』大学館（1903）
- 『俳句新歳事記』大学館（1904）
  - この頃から1914年頃にかけ、俳句の入門書を多く出版しているが、以下ではそれらを略する。国立国会図書館のNDL-OPAC検索の『寒川鼠骨』の項で一覧できる。
- 『春夏 子規俳句評釈』大学館 初学俳句叢書12（1907）
- 『秋冬 子規俳句評釈』大学館（1907）
- 『続蕪村俳句評釈』大学館 初学俳句叢書16（1908）→ 「久富哲雄・谷地快一監修：『蕪村研究資料集成. 作品研究4』、クレス出版（1993）」に収録
- 『贈答俳句集並作法』文成社（1910）
- 『芭蕉俳句評釈. 続』大学館 初学俳句叢書21（1913）→「久富哲雄監修：『芭蕉研究資料集成. 大正篇 作品研究1』、クレス出版（1993）」に収録
- 『俳句の先生』止善堂書店（1918）
- 『柿のへた』磯部甲陽堂（1920）
- 林若樹と共著：『其角研究』アルス（1922）
- 林若樹と共著：『其角研究上』アルス（1927）→ （「佐藤勝明編：『蕉門研究資料集成第7巻』、クレス出版（2004）」に収録
- 柴田宵曲編：『寒川鼠骨集』改造社（1930）
- 『随攷子規居士』一橋書房（1952）

没後
- 『正岡子規の世界』青蛙房（1956）→ 復刻版、六法出版社（1993）ISBN 9784897702940
- 『子規庵要記』六法出版社（2002）ISBN 9784897706863

### 編集
- 『子規句集 寒山落木』、政教社（1915）
- 『子規全集 全15巻』、アルス（1924 - 1926）
- 由理滴水：『曹源一滴』、政教社（1925）
- 『滴水禅師逸事』、政教社（1925）
- 正岡子規：『分類俳句全集 全12巻』、アルス（1928 - 1929） → 普及版（1935 - 1936）
- 天田愚庵：『愚庵全集』、政教社（1928）→ 3版（1934）
- 『子規全集 全22巻』、改造社（1929 - 1931）
- 『正岡子規全集 全5巻』、改造社（1931 - 1934）
- 天田愚庵：『東海遊侠伝』、政教社（1928）
- 『わか艸』、子規庵歌会（1929）
- 『子規歌論歌話』、改造文庫（1931）
- 『子規遺墨集』、巧芸社（1935）
- 『子規選集 全6巻』、改造社（1947 - 1949）
- 『子規居士絵画観』、日新房（1949）
- 『子規画日記』、日新房（1949）